# Buliu He
Buliu He är ett vattendrag i Kina. Det ligger i den autonoma regionen Guangxi, i den södra delen av landet, omkring 290 kilometer nordväst om regionhuvudstaden Nanning.
Genomsnittlig årsnederbörd är 1 655 millimeter. Den regnigaste månaden är juni, med i genomsnitt 316 mm nederbörd, och den torraste är februari, med 36 mm nederbörd.